# جيف هولدر
جيف هولدر (بالإنجليزية: Geoff Holder)‏ هو كاتب بريطاني، ولد في 1958 في كارديف في المملكة المتحدة.